# Will Buckley
William Edward Buckley (Oldham, Inglaterra, 21 de noviembre de 1989) es un exfutbolista inglés que jugaba de centrocampista.
Tras retirarse en 2020 creó la empresa WEB Sports Management.

## Trayectoria

### Rochdale
Buckley, hizo su debut profesional en el Rochdale A.F.C. contra el Hereford United el 12 de febrero de 2008. El 13 de septiembre de 2008, anotó su primer gol contra Rotherham United.
En enero de 2009, Buckley, fue nombrado por el periódico The Times en un artículo sobre las 50 nuevas estrellas crecientes en el fútbol.
Buckley hizo 18 apariciones para Rochdale en la temporada 2009-10 de la Football League Championship, anotando 3 goles, todos de manera consecutiva en 3 juegos diferentes por septiembre de 2009.

### Watford
El 26 de enero de 2010 fue transferido al Watford F.C., y firmó un contrato por tres años y medio.

### Brighton & Hove Albion
El 6 de junio de 2011, Buckley firmó con el Brighton & Hove Albion por una cifra récord por parte del club que rondo el £ 1 millón.
Buckley anotó sus dos primeros goles por liga en una dramática victoria por 2-1 contra el Doncaster Rovers. Su segundo gol llegó a los 8 minutos del tiempo de descuento de la segunda mitad, así el  Brighton, consiguió su primera victoria en el Estadio AMEX. El 3 de diciembre de 2011, Buckley salió de la banca para anotar EL GOL ganador en tiempo de descuento (al minuto 92) en la victoria por 1-0 sobre el Nottingham Forest. El 4 de enero de 2013, firmó un nuevo contrato por cuatro años y medio de duración y así, quedar ligado al club hasta 2017.

### Sunderland
El 14 de agosto de 2014, Buckley fue transferido al club de la Premier League, el Sunderland A.F.C., por una suma que se cree alrededor de los £ 2,5 millones más la firma de un contrato por tres años.

### Leeds United
El 2 de octubre de 2015, firmó para el Leeds United en un acuerdo de préstamo de emergencia de durabilidad por 93 días. El acuerdo fue programado para asegurarse de que Buckley se quedaría en el club en el mercado de invierno, a fin de garantizar que pudiera permanecer a largo plazo en el club.

## Clubes
| Club                               | País       | Año       |
| ---------------------------------- | ---------- | --------- |
| Rochdale A. F. C.                  | Inglaterra | 2008-2010 |
| Watford F. C.                      | Inglaterra | 2010-2011 |
| Brighton & Hove Albion F. C.       | Inglaterra | 2011-2014 |
| Sunderland A. F. C.                | Inglaterra | 2014-2017 |
| Leeds United F. C. (cedido)        | Inglaterra | 2015      |
| Birmingham City F. C. (cedido)     | Inglaterra | 2016      |
| Sheffield Wednesday F. C. (cedido) | Inglaterra | 2016      |
| Bolton Wanderers F. C.             | Inglaterra | 2017-2020 |